# Nemapogon caucasicus
Nemapogon caucasicus är en fjärilsart som beskrevs av Aleksei Konstantinovich Zagulajev 1964. Nemapogon caucasicus ingår i släktet Nemapogon och familjen äkta malar. Inga underarter finns listade i Catalogue of Life.